# 異
異（い）は、漢姓の一つ。

## 朝鮮の姓
異（い、イ、朝: 이 ）は、朝鮮人の姓の一つである。2015年の国勢調査による韓国内での人口は339人。

### 著名な人物
- 異斯夫 - 新羅の将軍。
- 異河潤（朝鮮語版） - 韓国の詩人、ジャーナリスト。

### 氏族
| 氏族（地域） | 創始者 | 人数（2015年） |
| ------------ | ------ | -------------- |
| 南原異氏     |        | 5              |
| 密陽異氏     |        | 320            |
| 訓捉異氏     |        | 8              |